# Coryphaenoides boops
Coryphaenoides boops es una especie de pez gadiforme de la familia Macrouridae.

## Morfología
Los machos pueden llegar alcanzar los 42,5 cm de longitud total.

## Hábitat
Es un pez de aguas profundas que vive entre 605-1.000 m de profundidad.

## Distribución geográfica
Se encuentra en el Ecuador (incluyendo las Islas Galápagos) y el Perú. 